# Quận Schuyler, Illinois
Quận Schuyler là một quận thuộc tiểu bang Illinois, Hoa Kỳ.
Quận này được đặt tên theo. Theo điều tra dân số của Cục điều tra dân số Hoa Kỳ năm 2000, quận có dân số người. Quận lỵ đóng ở.

## Địa lý
Theo Cục điều tra dân số Hoa Kỳ, quận có diện tích km2, trong đó có km2 là diện tích mặt nước.

## Thông tin nhân khẩu
Theo điều tra dân số 2 năm 2000, quận này đã có dân số 7.189 người, 2.975 hộ gia đình, và 2.070 gia đình sống trong quận hạt. Mật độ dân số là 16 người trên một dặm vuông (6/kmТВ). Có 3.304 đơn vị nhà ở mật độ trung bình của 8 trên một dặm vuông (3/kmТВ). Thành phần chủng tộc của cư dân sinh sống trong quận gồm 98,80% người da trắng, 0,22% da đen hay Mỹ gốc Phi, 0,15% người Mỹ bản xứ, 0,11% châu Á, Thái Bình Dương 0,01%, 0,21% từ các chủng tộc khác, và 0,49% từ hai hoặc nhiều chủng tộc. 0,54% dân số là người Hispanic hay Latino thuộc một chủng tộc nào. 31,9% là của Mỹ, Đức 22,7%, 14,2% gốc Anh và 9,8% gốc Ailen theo điều tra dân số năm 2000.
Có 2.975 hộ, trong đó 28,70% có trẻ em dưới 18 tuổi sống chung với họ, 59,70% là đôi vợ chồng sống với nhau, 7,10% có một chủ hộ nữ và không có chồng, và 30,40% là không lập gia đình. 27,30% hộ gia đình đã được tạo ra từ các cá nhân và 13,70% có người sống một mình65 tuổi hoặc cao hơn. Cỡ hộ trung bình là 2,38 và cỡ gia đình trung bình là 2,87.
Trong quận cơ cấu độ tuổi dân cư được trải ra với 23,10% dưới độ tuổi 18, 7,10% 18-24, 26,30% 25-44, 24,20% từ 45 đến 64, và 19,30% từ 65 tuổi trở lên người. Độ tuổi trung bình là 41 năm. Đối với mỗi 100 nữ có 98,40 nam giới. Đối với mỗi 100 nữ 18 tuổi trở lên, đã có 95,60 nam giới.
Thu nhập trung bình cho một hộ gia đình trong quận đạt mức USD 35.233, và thu nhập trung bình cho một gia đình là USD 41.489. Phái nam có thu nhập trung bình USD 29.253 so với 21.235 USD đối với phái nữ. Thu nhập bình quân đầu người là 17.158 USD. Có 6,80% gia đình và 10,10% dân số sống dưới mức nghèo khổ, bao gồm 11,70% những người dưới 18 tuổi và 13,40% của những người 65 tuổi hoặc cao hơn.